# Тэгу
Тэгу́ (кор. 대구?, 大邱? [tɛ̝.ɡu]) — четвёртый по величине город в Южной Корее (после Сеула, Пусана и Инчхона). Официально он называется Город-метрополия Тэгу (кор. 대구광역시?, 大邱廣域市? Тэгу-гванъёкси), был столицей провинции Кёнсан-Пукто до 2016 года. Территория Тэгу увеличилась в 1,7 раза с присоединением Кунви к Тэгу 1 июля 2023 года.

## Климат и география
Тэгу расположен на 35°52′ с. ш. 128°36′ в. д..
Тэгу — крупнейший город региона Северный Йоннам. Тэгу расположен в долине, окружённой невысокими горами. В северной и восточной частях города течёт река Кымхоган, впадающая в реку Нактонган на западе города. Климат здесь муссонный.
| Показатель                                    | Янв. | Фев. | Март | Апр. | Май  | Июнь  | Июль | Авг.  | Сен.  | Окт. | Нояб. | Дек. | Год    |
| --------------------------------------------- | ---- | ---- | ---- | ---- | ---- | ----- | ---- | ----- | ----- | ---- | ----- | ---- | ------ |
| Средний суточный максимум, °C                 | 5,5  | 8,3  | 13,5 | 20,6 | 25,3 | 28,3  | 30,3 | 31,0  | 26,7  | 21,9 | 14,7  | 8,2  | 19,5   |
| Средняя температура, °C                       | 0,6  | 2,9  | 7,8  | 14,3 | 19,1 | 22,8  | 25,8 | 26,4  | 21,7  | 15,9 | 9,0   | 2,9  | 14,1   |
| Средний суточный минимум, °C                  | −3,6 | −1,6 | 2,8  | 8,4  | 13,5 | 18,2  | 22,3 | 22,8  | 17,6  | 10,8 | 4,2   | −1,5 | 9,5    |
| Норма осадков, мм                             | 20,6 | 28,2 | 47,1 | 62,9 | 80   | 142,6 | 224  | 235,9 | 143,5 | 33,8 | 30,5  | 15,3 | 1064,4 |
| Источник: Korea Meteorological Administration |      |      |      |      |      |       |      |       |       |      |       |      |        |

## История
В течение всей своей истории Тэгу служил крупным транспортным узлом, находясь на пересечении рек Кымхоган и Нактонган. Во времена династии Чосон город был административным, экономическим и культурным центром региона Кёнсандо, впоследствии лидирующую роль у него перехватил Пусан.
Археологические раскопки в районе Тэгу выявили многочисленные поселения и захоронения периода 1500—3000 до н. э. О раннем периоде в истории Дэлгубела неизвестно ничего, кроме того, что не позднее V века он вошёл в состав государства Силла.
Вскоре после победы Силлы над двумя другими корейскими государствами Пэкчэ и Когурё в 689 году король Силлы Синмун приказал перенести столицу государства из Кёнджу в Тэгу, но так и не смог этого осуществить. Об этом желании короля известно благодаря всего лишь одной строчке исторического документа «Самгук Саги». Это можно считать свидетельством стремления короля усилить свою власть и обезопасить себя от оппозиционно настроенной политической элиты Кёнджу, сопротивление которой стало причиной того, что столица Силлы так и не была перенесена в Тэгу.
Имя Тэгу город получил в 757 году.
Во времена государства Чосон через Тэгу стал проходить важнейший транспортный путь — Великая Дорога Йоннам, по которой двигались путешественники из Сеула в Пусан. Также Тэгу лежал на перекрёстке менее важных транспортных артерий.
В 1601 году Тэгу стал столицей провинции Кёнсандо и являлся столицей провинции Кёнсан-Пукто с момента её выделения в 1896 году до 2006 года.
Первые постоянные рынки в Тэгу появились во времена Чосона. Самый известный из них и до сих пор действующий — Яннёнси — рынок лекарственных трав. Яннёнси стал центром торговли травами в государстве Чосон, а также привлекал покупателей из соседних стран. Торговцы из Японии, не имевшие в то время права находиться в долине реки Нактонган, нанимали посыльных, которые от их имени делали закупки на рынке Яннёнси.
В 2020 году город стал эпицентром распространения нового коронавируса в Южной Корее.

## Административное деление

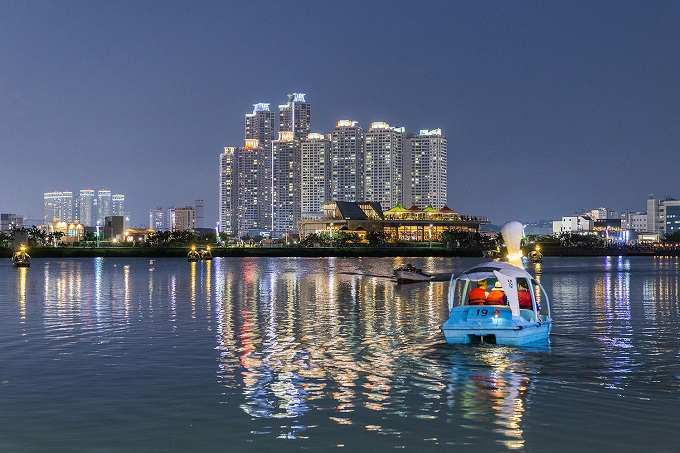
Жилые районы Тэгу

Тэгу поделен на 7 округов («ку» или «гу») и 1 уезд («кун» или «гун»).
| Название     | Хангыль    | Ханча      | Домохозйства | Население | Площадь (км2) |
| ------------ | ---------- | ---------- | ------------ | --------- | ------------- |
| Чунку        | 중구       | 中區       | 38 390       | 77 282    | 7,08          |
| Тонку        | 동구       | 東區       | 152 635      | 344 932   | 182,16        |
| Соку         | 서구       | 西區       | 82 666       | 174 803   | 17,33         |
| Намку        | 남구       | 南區       | 74 727       | 148 057   | 17,43         |
| Пукку        | 북구       | 北區       | 180 198      | 437 189   | 94,07         |
| Сусон        | 수성구     | 壽城區     | 167 410      | 428 770   | 76,46         |
| Тальсо       | 달서구     | 達西區     | 232 360      | 568 663   | 62,34         |
| Уезд Тальсон | 달성군     | 達城郡     | 104 092      | 256 792   | 426,68        |
| Тэгу         | 대구광역시 | 大邱廣域市 | 1 032 478    | 2 436 488 | 883,54        |

## Экономика

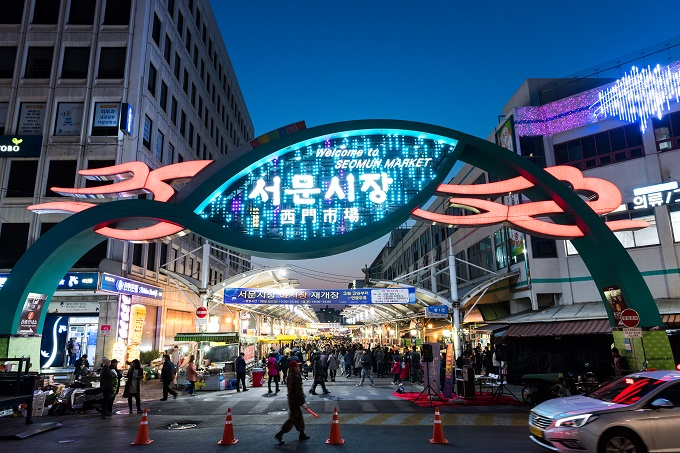
Рынок Сомун

Главные отрасли промышленности города — это текстильная промышленность, металлургия и машиностроение.

## Транспорт

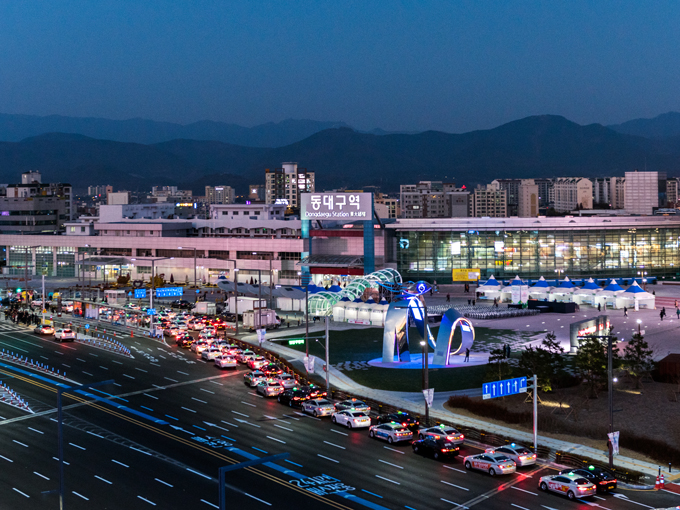
Железнодорожный вокзал

Большой транспортный узел, одна из остановок транскорейской высокоскоростной железнодорожной магистрали, международный аэропорт.
В городе действует метрополитен с тремя линиями, где в 2003 г. произошел катастрофический пожар с 198 погибшими.

## Культура
На городском стадионе прошли несколько матчей во время чемпионата мира по футболу в 2002 году.
Традиционно сильные позиции в городе занимает буддизм. В Тэгу много буддистских храмов. Также популярно конфуцианство и христианство.
Архитектура города прагматична и не отличается разнообразностью стилей.

## Достопримечательности

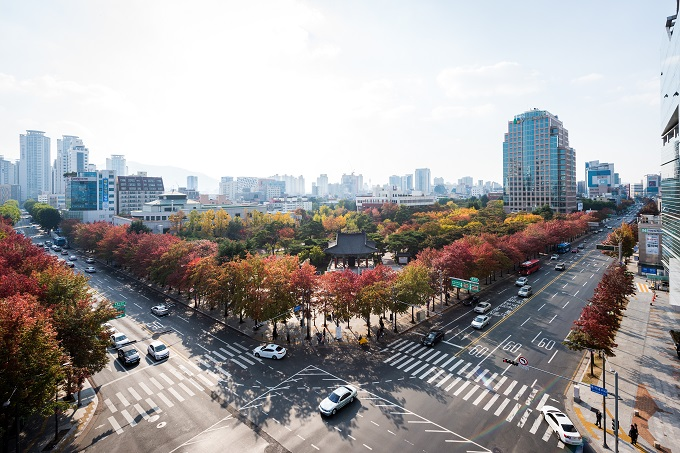
Вид на центральную часть города (парк Гукчебосан)

Самые популярные парки Тэгу — это Апсан с буддистскими храмами, музеем Корейской войны, механическими подъемниками; Пхальгонсан с большим количеством монастырей; Тальсон, находящийся внутри крепости, построенной 1500 лет назад; и Турю, в котором находится парк развлечений.
В Тэгу находятся развалины города Кёнджу, столицы государства Силла.
Между Тэгу и Чхондо расположен перевал Пхальджорён, по которому во времена династии Чосон пролегала основная дорога между Сеулом и Пусаном.
Образовательная система включает четыре университета, включая Государственный Университет Кёнбук, Университет Енхам, Университет Кимюн, 10 профильных институтов, а также 3 международные школы.
В Тэгу расположены три американские военные базы.
В городе базируется футбольный клуб «Тэгу».

## Известные уроженцы и жители
- Ким Тэхён — участник бой-бэнда BTS
- Сон Йеджин — южнокорейская актриса
- Сон Хегё — южнокорейская актриса
- Мин Юнги — участник бой-бэнда BTS

## Города-побратимы
- Атланта, США (10 ноября 1981)
- Алма-Ата, Казахстан (26 ноября 1990)
- Циндао, Китай (4 декабря 1993)
- Минас-Жерайс, Бразилия (21 июня 1994)
- Хиросима, Япония (2 мая 1997)
- Санкт-Петербург, Россия (3 ноября 1997)[3]
- Милан, Италия (14 декабря 1998)
- Пловдив, Болгария (14 октября 2002)
- Бишкек, Кыргызстан (13 апреля 2016)